# 자가탈라구 (러시아 제국)
자가탈라구(러시아어: Закатальский округ)는 1859년부터 1918년까지 존재했던 러시아 제국의 구로 행정 중심지는 자가탈라이며 면적은 4,033.7km2, 인구는 74,449명(1886년 당시 기준)이다. 현재의 아제르바이잔 북서부에 걸쳐 있었다. 1918년 자캅카스 민주연방공화국에 편입되었다.